# Утакмице фудбалске репрезентације Мађарске 1958.
| Домаћин | Гост |

Фудбалска репрезентација Мађарске је током 1958. године одиграла једанаест утакмица. У групним утакмицама Светског првенства, после ремија против Велса, изгубљене утакмице против Шведске резултатом од 2 : 1, и на крају победа над репрезентацијом Мексика резултатом од 4 : 0, није донела ништа више од трећег места у групи и раног одласка кући. Мада је Мађарска репрезентација имала шансе да ако победи Велс у разигравању да иде даље и ту утакмицу је изгубила са 2 : 1.
У јесен је квалификациона утакмица за Европско првенство, која је одржана први пут, одиграна против совјетског тима, а мађарски  тим је и у овом мечу изгубио, резултат је био 3 : 1 за Совјете.
Савезни селектор националног тима у овом периоду је био:
- Лајош Бароти

## Утакмице
| Мађарска               | 2 : 0 (1 : 0) | Југославија |
| ---------------------- | ------------- | ----------- |
| Шандор 15’ · Вашаш 57’ | Извештај      |             |

| Шкотска  | 1 : 1 (1 : 0) | Мађарска    |
| -------- | ------------- | ----------- |
| Муди 13’ | Извештај      | Фењвеши 54’ |

| Мађарска | 1 : 1 (1 : 1) | Велс         |
| -------- | ------------- | ------------ |
| Божик 5’ | Извештај      | Ј. Чарлс 26’ |

| Шведска        | 2 : 1 (1 : 0) | Мађарска |
| -------------- | ------------- | -------- |
| Хамрин 34’ 54’ | Извештај      | Тихи 76’ |

| Мађарска                               | 4 : 0 (1 : 0) | Мексико |
| -------------------------------------- | ------------- | ------- |
| Тихи 20’ 47’ · Шандор 55’ · Бенчич 70’ | Извештај      |         |

| Велс                    | 2 : 1 (0 : 1) | Мађарска |
| ----------------------- | ------------- | -------- |
| Олчерч 56’ · Медвин 77’ | Извештај      | Тихи 33’ |

| Пољска           | 1 : 3 (0 : 1) | Мађарска                             |
| ---------------- | ------------- | ------------------------------------ |
| Карпати 84’ (аг) | Извештај      | Чордаш 33’ · Тихи 60’ · Будаи II 67’ |

| Совјетски Савез                         | 3 : 1 (3 : 0) | Мађарска  |
| --------------------------------------- | ------------- | --------- |
| Иљин 4’ · Метревели 20’ · В. Иванов 32’ | Извештај      | Гереч 84’ |

| Југославија                                     | 4 : 4 (1 : 1) | Мађарска                      |
| ----------------------------------------------- | ------------- | ----------------------------- |
| Зебец 11’ 76’ · Петаковић 59’ · Веселиновић 65’ | Извештај      | Шандор 15’ 71’ 79’ · Тихи 77’ |

| Румунија      | 1 : 2 (1 : 0) | Мађарска             |
| ------------- | ------------- | -------------------- |
| Динулеску 30’ | Извештај      | Вашаш 72’ · Тихи 78’ |

| Мађарска                 | 3 : 1 (1 : 1) | Белгија     |
| ------------------------ | ------------- | ----------- |
| Гереч 39’ · Тихи 63’ 72’ | Извештај      | Малантс 45’ |

## Голгетери у 1958.
| - Ђула Грошич - Лајош Тихи - Карољ Шандор - Мате Фењвеши - Јожеф Божик - Ласло Будаи - Јанош Гереч - Лајош Бароти (селектор) |